# Тикарадзе, Екатерина
Екатерина Тикарадзе (груз. ეკატერინე ტიკარაძე, род. 3 марта 1976, Тбилиси) — грузинский врач, политический и государственный деятель. Член политсовета партии «Грузинская мечта — Демократическая Грузия». Бывший министр по делам перемещённых с оккупированных территорий Грузии лиц, труда, здравоохранения и социальной защиты с 18 июня 2019 года по 9 декабря 2021 года.

## Биография
Родилась 3 марта 1976 года в Тбилиси.
В 1998 году окончила Тбилисский государственный медицинский университет. В 2005 году получила государственный сертификат врача-стоматолога общей практики. В 2007—2008 годах прошла полный курс челюстно-лицевой имплантации в Институте прикладных наук города Людвигсхафен-на-Рейне, в 2015—2016 — курс Управленческие компетенции руководителей в сфере здравоохранения в Akademie für Pflege & Gesundheit в Мюнстере, в 2016—2019 годах получила степень магистра менеджмента и бизнес-администрирования по направлению госпитального сектора экономики и управления менеджмента здравоохранения в Дунайском университете Кремса в Вене.
В 2006—2008 годах работала менеджером по развитию проекта Фонда «Стоматологи без границ» в Нюрнберге, в 2008—2013 годах — консультантом по развитию госпитального и страхового сектора в третьих странах в MedTrans Arbon в Швейцарии, в 2009—2015 годах — хирургическим менеджером по концептуальным вопросам стоматологической клиники медицинского центра «Достакари» в Сачхере, в 2015—2016 годах — по направлению улучшения сектора здравоохранения в соответствии с европейскими стандартами в государственном «Партнёрском фонде» в Тбилиси, в 2015—2019 годах — генеральным директором АО «Поликлиническое объединение районной больницы Сачхере» и исполнительным директором медицинского центра «Достакари» в Сачхере.
С 18 июня 2019 года — министр по делам перемещённых с оккупированных территорий Грузии лиц, труда, здравоохранения и социальной защиты в правительстве Мамуки Бахтадзе. Сохранила пост министра в правительствах Георгия Гахария и Ираклия Гарибашвили. 9 декабря 2021 года подала в отставку с поста министра.
Владеет русским, английским и немецким языками.

## Личная жизнь
Замужем, имеет двух детей.